# Bryum truncatum
Bryum truncatum là một loài rêu trong họ Bryaceae. Loài này được Hedw. Brot. mô tả khoa học đầu tiên năm 1804.